# Nowe Budy (powiat wyszkowski)
Nowe Budy – wieś w Polsce położona w województwie mazowieckim, w powiecie wyszkowskim, w gminie Brańszczyk. Ma status sołectwa.
Dawniej Budy Nowe.
Wierni Kościoła rzymskokatolickiego należą do parafii św. Jana Chrzciciela w Brańszczyku.

## Historia
Nazwa wsi pochodzi od budy, czyli siedzib drwali i smolarzy w lasach.
W latach 1921–1931 wieś leżała w województwie białostockim, w powiecie ostrołęckim, w gminie Brańszczyk.
Według Powszechnego Spisu Ludności z 1921 roku wieś zamieszkiwało 367 osób w 61 budynkach mieszkalnych. Miejscowość należała do parafii rzymskokatolickiej w Brańszczyku. Podlegała pod Sąd Grodzki w Ostrowie i Okręgowy w Łomży; właściwy urząd pocztowy mieścił się w Brańszczyku. 
W wyniku agresji III Rzeszy na Polskę we wrześniu 1939 wieś znalazła się pod okupacją niemiecką i do wyzwolenia weszła w skład dystryktu warszawskiego Generalnego Gubernatorstwa.
W latach 1954–1959 wieś należała i była siedzibą władz gromady Budy Nowe, po jej zniesieniu w gromadzie Brańszczyk. W latach 1975–1998 miejscowość należała administracyjnie do województwa ostrołęckiego.
31 grudnia 2013 roku sołectwo liczyło 321 mieszkańców zameldowanych na pobyt stały.